# Banda do Candinho
A Banda do Candinho é uma tradicional banda que integra os blocos carnavalescos de São Paulo e que há mais de 30 anos arrasta foliões ao som de marchinhas pelo bairro paulistano do Bixiga. A banda foi fundada em 1981 e surgiu com a finalidade de celebrar a fase pré-carnavalesca de São Paulo.  A banda é liderada por Candinho Neto.